# Partholón
Partholón, nella tradizione medievale irlandese, era il capo del secondo gruppo di persone che colonizzarono l'Irlanda. Secondo alcune tradizioni era nativo della Sicilia, e il suo popolo fu il primo ad arrivare nell'isola verde dopo il mito biblico del diluvio universale. Vi giunsero nel 2680 a.C. secondo la cronologia degli Annali dei Quattro Maestri, nel 2061 a.C. secondo la cronologia di Seathrún Céitinn, ed al tempo di Abramo secondo gli storici irlandesi. Probabilmente si tratta di un'invenzione medievale post-cristiana, ed il suo nome deriverebbe da un 'Bartholomaeus' che appare nelle storie cristiane di san Girolamo e sant'Isidoro di Siviglia.

## Attestazioni
Il primo riferimento all'insediamento di Partholón si trova nell'Historia Brittonum, un'opera britannica in lingua latina del IX secolo attribuita a Nennio. In quest'opera, si dice che "Partolomus" sarebbe giunto in Irlanda con un migliaio di seguaci, che si moltiplicarono fino a diventare 4000, prima di morire tutti in una settimana per colpa di un'epidemia.
Partholón è citato anche nella successiva Historia Regum Britanniae di Goffredo di Monmouth (XII secolo), in cui si narra che gli fu concessa l'isola d'Irlanda dal re dei britanni Gurguit Barbtruc
L'irlandese Lebor Gabála Érenn (Libro delle Invasioni dell'Irlanda), scritto nell'XI secolo, ci racconta alcuni dettagli in più. Partholón era figlio di Sera, figlio di Sru, un discendente di Magog, figlio di Jafet, figlio di Noè. Giunse in Irlanda partendo dal Medio Oriente ed attraversando l'Anatolia, la Grecia, la Sicilia e la penisola iberica, arrivando 300 o 312 anni dopo il diluvio, il 14 maggio, un martedì, e sbarcando a Inber Scéne (Kenmare nel Kerry meridionale). Il suo sbarco era contemporaneo al sedicesimo anno di vita di Abramo. Con lui c'era la moglie, Delgnat, ed i loro tre figli Sláine, Rudraige e Laiglinne, con le relative mogli Nerba, Cichba e Cerbnad, ed un migliaio di seguaci.
Un'opera del XVII secolo di Seathrún Céitinn, il Foras Feasa ar Érinn, assegna a Partholón una storia leggermente diversa. Era figlio di Sera, re della Grecia, e fuggiva dalla sua terra natale dopo aver ucciso il padre e la madre. Perse l'occhio sinistro durante l'assassinio dei genitori. Lui ed i suoi seguaci partirono dalla Grecia, circumnavigarono la Sicilia, la Spagna, e giunsero in Irlanda da ovest, dopo aver viaggiato per sette anni.
Al tempo in cui giunse Partholón c'erano solo tre laghi, nove fiumi ed una pianura in Irlanda. Egli ripulì altre quattro pianure, ed altri sette laghi emersi dal suolo. Tre anni dopo l'arrivo, Partholón sconfisse i Fomori guidati da Cíocal a Magh Ithe, nella prima battaglia combattuta in Irlanda.
Una poesia del Lebor Gabála, ampliata da Céitinn, parla di come Partholón e la moglie vissero su una piccola isola nei pressi dell'estuario del fiume Erne. Una volta, mentre Partholón stava viaggiando attraverso i suoi domini, la moglie Delgnat sedusse un servo, Topa. In seguito bevvero la birra di Partholón, che poteva essere bevuta solo tramite un tubo d'oro. Partholón scoprì la cosa quando anch'egli la bevve e riconobbe sul tubo il sapore delle bocche della moglie e di Topa. Colmo di rabbia, uccise Topa ed il cane della moglie. Ma Delgnat insistette sul fatto che Partholón dovesse vergognarsi, averli lasciati soli era stato come lasciare miele in mano a una donna, latte in mano ad un gatto, arnesi in mano ad un artigiano, o carne in mano ad un bambino, e ci si potevano aspettare le conseguenze. Questo viene ricordato come il primo adulterio ed il primo omicidio per gelosia d'Irlanda. L'isola su cui vissero prese il nome di Inis Saimera da Saimer, il cane di Dalgnat.
Secondo il Lebor Gabála, Partholón ed i suoi seguaci, 5000 uomini e 4000 donne, morirono in una sola settimana per un'epidemia, a Senmag, la "antica pianura", vicino all'odierna Tallaght. Fonti successive dicono che Partholón morì dopo aver passato trent'anni in Irlanda, ed il resto dei suoi uomini furono uccisi da un'epidemia, 120 anni dopo nel mese di maggio. Ma un uomo sopravvisse, e si trattava di Tuan, figlio di Starn, fratello di Partholón. Con una serie di trasformazioni animali, sopravvisse nei secoli per poi rinascere come figlio di un capo di nome Cairell, al tempo di Colm Cille (VI secolo). Ricordò tutto quello che aveva visto, per cui la storia di Partholón fu ricordata.